# Vincent Cauchon
Né à Québec, Vincent Cauchon est animateur de sport à CHOI-FM. Il a entraîné l'équipe de football sénior les Monarks de Québec (champions de 2005 à 2007 de la Ligue de football majeur du Québec) et était entraîneur chez l'Arsenal de l'Académie St-Louis et chez le Blizzard du Séminaire-Saint-Francois, où il a évolué au secondaire. Il est actuellement entraîneur des porteurs de ballons pour les Élans du Cégep Garneau.
Vince a toujours été fidèle envers Jeff Fillion, il a même participé à une émission de RadioPirate le 5 mai 2006. Vincent a été le 13e joueur de l'équipe de basketball les Kebs. Il est le frère de Éric Cauchon Entre 2018 et 2020, il a animé l’émission Le Mid à CHOI Radio X tous les jours de la semaine de 9h30 à 11h30 en compagnie de l’ancien co-animateur de Dominic Maurais, Jean-Christophe Ouellet.

## Carrière radiophonique

### CHOI-FM
Vincent Cauchon a été embauché à CHOI-FM au printemps 2001.
Vince a animé sa propre ligne ouverte sans filtre le Wrap-Up de minuit à 1h de façon bénévole, car il faisait du temps supplémentaire. Dans le Wrap-Up il a débattu la cause de Jeff Fillion à CHOI-FM. Vince a été le coanimateur de Marto (animateur du DRX 2.0) pendant presque 3 ans et l'animateur du Rock et sport semaine (maintenant Made in Quebec).
Vince est maintenant le journaliste sportif dans le show du matin et le retour de CHOI .
Il est l'un des fondateurs de la Nordiques Nation, mouvement qui prône le retour du club de hockey de la LNH, les Nordiques. Après le succès de la marche bleu sur les Plaine d'Abraham à l'automne, où plusieurs anciens joueurs des Nordiques se sont présentés devant des milliers de partisans, la Nordiques Nation amène plus de 1 000 partisans à New-York tous vêtus de bleu, le 11 décembre 2010, voir un match de la LNH opposants les Islanders de New-York et les Trashers d'Atlanta (deux clubs susceptibles de déménager dans les prochaines années). Le voyage, qui attire l'attention de nombreux médias dont le NY TIMES,vise à montrer à quel points les habitants de la ville de Québec désirent le retour d'un club de hockey chez eux et comment la ville est un bon marché pour un club.

### RadioPirate
Vince a été animateur de sport à RadioPirate. Il a été embauché en hiver 2007 et a quitté en juillet 2007 pour rejoindre les rangs de CHOI-FM. 

### Info 800
Vincent Cauchon a animé à Info 800 AM en soirée de 16h à 18h La zone sportive avec Raynald Ray the sports Cloutier (ancien animateur de CHOI-FM). Il a été embauché, au même moment qu'à RadioPirate, c'est-à-dire en hiver 2007. Il quitte Info 800 en juillet 2007 pour retourner à CHOI FM.